# Laurent Bricault
Laurent Bricault (* 24. Juli 1963 in Saint-Germain-en-Laye) ist ein französischer Althistoriker und Ägyptologe mit einem Schwerpunkt auf der Erforschung des Isiskults.

## Leben
Laurent Bricault studierte Ägyptologie an der Sorbonne in Paris unter anderem bei Jean Leclant und wurde dort 1994 bei Nicolas Grimal promoviert. 2006 wurde er für antike Religionsgeschichte habilitiert. Er lehrt als Professor für Römische Geschichte an der Université Toulouse–Jean Jaurès.
Sein Hauptforschungsgebiet sind der Kult der Isis und die anderen ägyptischen Kulte (Serapis, Harpokrates) in der griechisch-römischen Zeit. Hier publizierte er neben zahlreichen Aufsätzen einen Atlas der Isiskultstätten sowie Corpora der Inschriften und Münzen im Zusammenhang mit dem Isiskult. Damit legte er das Material grundlegend für weitere Forschungen vor. Seit 1999 führt er regelmäßig Tagungen zu den ägyptischen Kulten durch, seit 2008 gibt er die Reihe Bibliotheca Isiaca heraus, ferner ist er Herausgeber der Internetzeitschrift Les études isiaques.

## Veröffentlichungen (Auswahl)
- Myrionymi. Les épiclèses grecques et latines d’Isis, de Sarapis et d’Anubis (= Beiträge zur Altertumskunde Bd. 82). Teubner, Stuttgart 1996, ISBN 3-519-07631-4.
- Atlas de la diffusion des cultes isiaques (= Mémoires de l’Institut de France. Académie des Inscriptions et Belles-Lettres NS Bd. 23). De Boccard, Paris 2001, ISBN 2-87754-123-1.
- Recueil des Inscriptions concernant les Cultes Isiaques (RICIS) (= Mémoires de l’Institut de France. Académie des Inscriptions et Belles-Lettres NS Bd. 31). 3 Bände. De Boccard, Paris 2005, ISBN 2-87754-156-8.
- Isis, Dame des flots (= Aegyptiaca Leodiensia Bd. 7). Université de Liège, Centre Informatique de Philosophie et Lettres, Lüttich 2006.
- (Hrsg.): Sylloge Nummorum Religionis Isiacae et Sarapiacae (SNRIS) (= Mémoires de l’Institut de France. Académie des Inscriptions et Belles-Lettres NS Bd. 38). De Boccard, Paris 2008, ISBN 978-2-877-54213-5.
- mit Paul-Jean Franceschini: Isis, la dame du Nil. Larousse, Paris 2008, ISBN 978-2-03-583672-4.
- Les Cultes isiaques dans le monde gréco-romain. Les Belles Lettres, Paris 2013, ISBN 978-2-251-33969-6.
- mit Fabrice Delrieux: Gangra-Germanicopolis de Paphlagonie „Foyer des Dieux“. Étude de numismatique et d’histoire (= Numismatica Anatolica. Band 6). Ausonius, Bordeaux 2014, ISBN 978-2-35613-102-7.
- mit Corinne Bonnet: Quand les dieux voyagent. Cultes et mythes en mouvement dans l’espace méditerranéen antique (= Histoires des religions. Band 4). Labor et Fides, Genève 2016, ISBN 978-2-8309-1596-9.
- mit Jean-Pierre Laporte: Le Serapeum de Carthage (= Supplément à la Bibliotheca Isiaca. Band 1). Ausonius Éditions, Bordeaux 2020, ISBN 978-2-35613-321-2.
- Isis Pelagia. Images, names and cults of a goddess of the seas (= Religions in the Graeco-Roman world. Band 190). Brill, Leiden/Boston 2020, ISBN 978-90-04-41389-4.
- Les cultes de Mithra dans l’Empire romain. 550 documents présentés, traduits et commentés. Presses universitaires du Midi, Toulouse 2021, ISBN 978-2-8107-0750-8.